# ليوناردو كيرش
ليوناردو كيرش (بالبرتغالية: Leonardo Kirche‏) مواليد 4 يناير 1985 في البرازيل، هو لاعب كرة مضرب برازيلي بدأ مسيرته كمحترف سنة 2003 يلعب باليد اليمنى. أعلى تصنيف له في الفردي كان المركز الـ 214 في سنة 2012. أعلى تصنيف له في الزوجي كان المركز الـ 554 في سنة 2012.

## النهائيات

### الزوجي: 1 (1–0)
| الحصيلة | الرقم | التاريخ        | الدورة                   | الأرضية | الشريك        | المنافس في النهائي       | النتيجة  |
| الفوزs  | 1.    | 18 سبتمبر 2010 | بيلو هوريزونتي, البرازيل | ترابية  | رودريغو جريلي | كريستيان ليندل جواو سوزا | 6–3, 6–3 |

## روابط خارجية
- ليوناردو كيرش على موقع رابطة محترفي التنس (الإنجليزية)
- ليوناردو كيرش على موقع الاتحاد الدولي لكرة المضرب (الإنجليزية)
- ليوناردو كيرش على موقع كأس ديفيز (الإنجليزية)
- ليوناردو كيرش على موقع خلاصة التنس.كوم (الإنجليزية)